# Deutschland (1960)
Deutschland – okręt szkolny marynarki wojennej RFN (Bundesmarine) z okresu zimnej wojny, pełniący na wypadek wojny funkcję stawiacza min lub okrętu eskortowego. Służył od 1963 do 1990 roku, nosił numer burtowy A 49. Był pierwszym niemieckim okrętem przekraczającym powojenny limit wyporności 3048 ton. Wyposażony w różnego rodzaju uzbrojenie dla celów szkoleniowych, włącznie z artylerią kalibru 100 mm i 40 mm, wyrzutniami bomb głębinowych oraz wyrzutniami torped. Zainstalowano na nim dwa typy siłowni: turboparową i dieslowską, maksymalizujące możliwości szkoleniowe dla 250 kadetów. Stanowił jedyny okręt swojego typu, oznaczonego jako typ 440.

## Historia
Po II wojnie światowej marynarka wojenna RFN (Bundesmarine) podlegała ograniczeniom międzynarodowym, jednakże od końca lat 50. zaczęła być wzmacniana w ramach NATO, jako przeciwwaga dla flot państw bloku wschodniego. Jesienią 1958 roku Unia Zachodnioeuropejska wyraziła zgodę na budowę w Niemczech dużego okrętu szkolnego, przekraczającego narzucony w 1954 roku limit wyporności dla niemieckich okrętów 3000 ts (3048 t). Zbiegło się to z wprowadzeniem do marynarki Niemiec zachodnich pierwszych po wojnie niszczycieli. Projekt okrętu, oznaczony jako typ 440 (niem. Klasse 440), opracowany w latach 1957-58, oparto na studium stoczni H. Stülcken z Hamburga, która zaprojektowała też pierwsze powojenne niemieckie niszczyciele typu 101 (Hamburg). Zamówienie na budowę okrętu złożono jednak w stoczni Nobiskrug GmbH w Rendsburgu.
Okręt miał być jednostką uniwersalną, oprócz zadań szkolnych na wypadek wojny miał służyć do zadań eskortowych, stawiania min, transportu wojska lub jako statek szpitalny. Dla celów szkolnych zdecydowano się na mieszaną siłownię, złożoną z zespołu turbin parowych i dwóch silników wysokoprężnych. W tym celu też zestaw uzbrojenia i wyposażenia odpowiadał najnowszym niszczycielom typu 101 (Hamburg) i fregatom typu 120 (Köln), należącym razem z nim do pierwszego pokolenia niemieckich powojennych okrętów. 
Stępkę pod budowę okrętu położono 17 września 1959 roku, kadłub wodowano 5 listopada 1960 roku, a ukończono budowę 25 maja 1963 roku. Wszedł do służby pod nazwą „Deutschland” (Niemcy). Koszt wyniósł ok. 95 milionów marek. Był największym okrętem potencjalnie bojowym zbudowanym w RFN lub służącym w marynarce tego państwa w okresie zimnej wojny

## Opis

### Konstrukcja i architektura

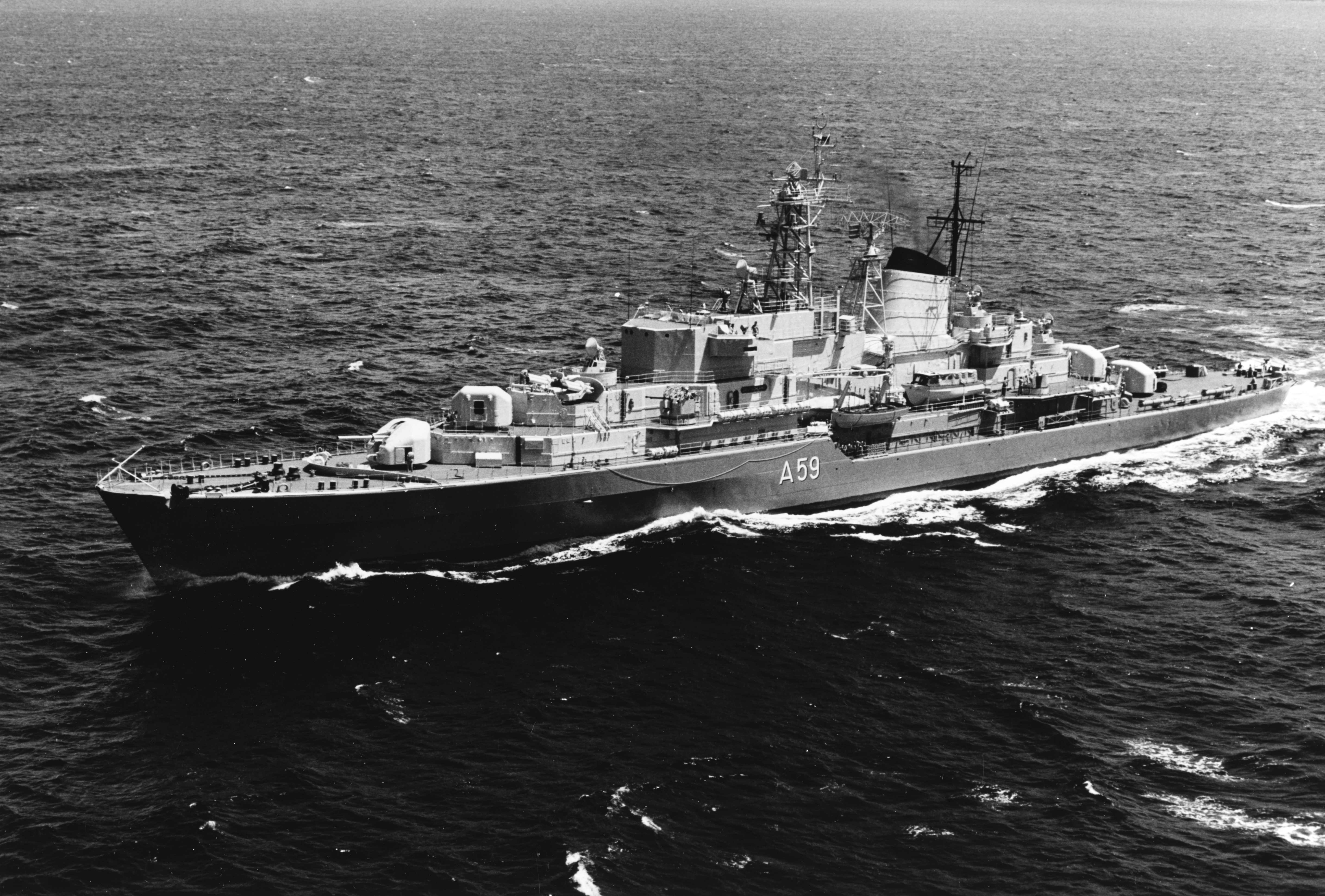
„Deutschland” w 1974

Ogólna architektura okrętu była typowa dla okrętów bojowych. Kadłub miał uskok pokładu dziobowego, o lekkim wzniosie, około połowy długości. Całe śródokręcie zajmował masywny kompleks nadbudówek, z pomostem bojowym przesuniętym stosunkowo w tył, za 1/3 długości okrętu. Pośrodku długości okrętu na nadbudówce znajdował się maszt kratownicowy, za nim drugi niższy maszt, a dalej charakterystyczny szeroki pojedynczy komin o pochylonej przedniej krawędzi i pionowej tylnej krawędzi. Uzbrojenie główne w postaci czterech pojedynczych zamkniętych wież dział 100 mm rozmieszczono po dwie na dziobie i rufie, w superpozycji. Za drugim działem na pokładzie nadbudówki były dwie wyrzutnie rakietowych bomb głębinowych, a dalej, przed pomostem bojowym, radar artyleryjski. Kadłub był spawany ze stali i podzielony grodziami poprzecznymi na 15 głównych przedziałów wodoszczelnych. Nadbudówki były  zbudowane z metali lekkich i były hermetyzowane przeciwko broniom masowego rażenia. Kadłub miał długość 138,23 m, szerokość 16,05 m, a zanurzenie wahało się od 4,50 do 5,80 m.
Załoga stała liczyła 172 osoby plus 250 kadetów. 

### Uzbrojenie i wyposażenie

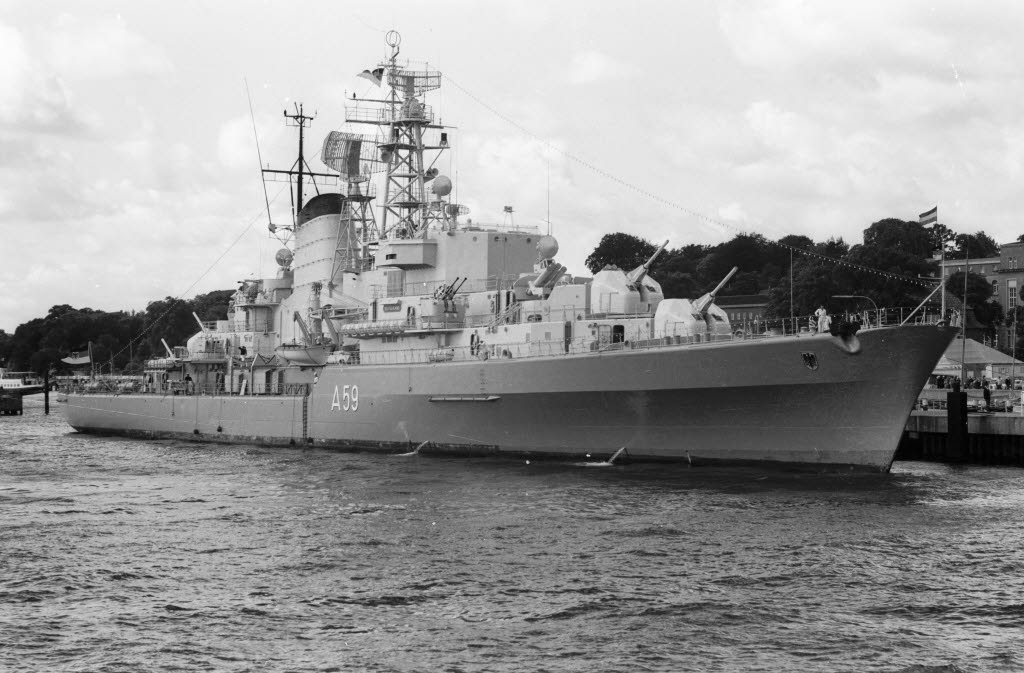
„Deutschland” w 1967 – widoczne uzbrojenie

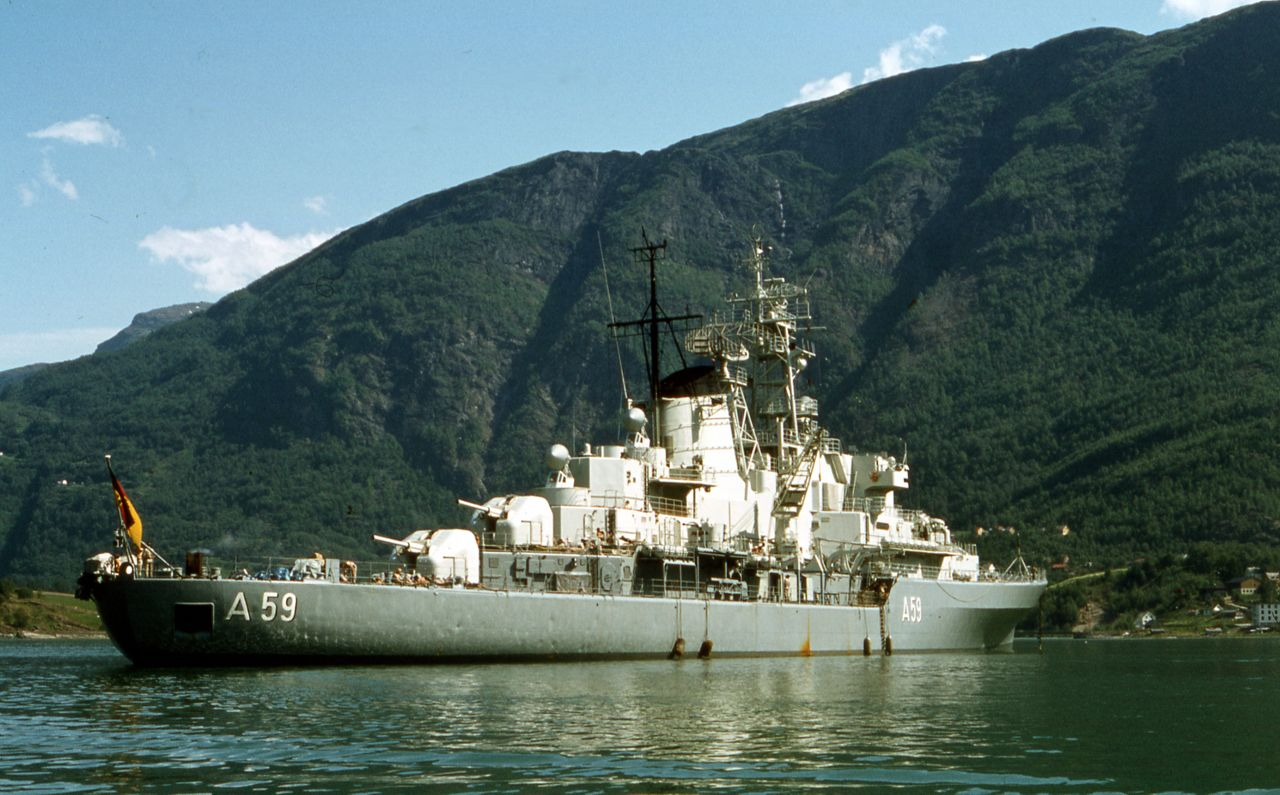
„Deutschland” w Norwegii, 1980

Główne uzbrojenie okrętu stanowiły cztery francuskie armaty uniwersalne kalibru 100 mm Mle 1953 firmy Creusot, przyjęte w tym czasie jako standard na niemieckich okrętach. Były to działa automatyczne, umieszczone w jednodziałowych bezzałogowych zdalnie sterowanych wieżach, o długości lufy 55 kalibrów (L/55). Szybkostrzelność mogła wynosić 10, 40 lub 90 strzałów na minutę; lufa miała chłodzenie wodne. Masa pocisku wynosiła 13,5 kg, donośność skuteczna 12 000 m. Kąt podniesienia lufy wahał się od -15° do +80° i mogły one zwalczać cele powietrzne na wysokości do 6000 m. Lekkie uzbrojenie przeciwlotnicze stanowiło 6 dział automatycznych 40 mm Bofors L/70 na podstawach włoskiej firmy Breda. Dwie zdwojone podstawy umieszczone były po obu stronach nadbudówki dziobowej, a dwie pojedyncze po obu stronach nadbudówki rufowej.
Uzbrojenie torpedowe obejmowało dwie nieruchome wyrzutnie torped przeciw okrętom nawodnym kalibru 533 mm, umieszczone w kadłubie na rufie (podobnie, jak na niszczycielach typu Hamburg). W połowie lat 70. zostały one jednak zdemontowane. Ponadto, na pokładzie w części rufowej były cztery obrotowe pojedyncze wyrzutnie torped kalibru 533 mm przeciw okrętom podwodnym. W marynarce niemieckiej używane były wówczas amerykańskie torpedy tego kalibru przeciw okrętom nawodnym Mk 37 Mod 0 i przeciw okrętom podwodnym Mk 44 Mod 1. Uzbrojenie przeciwpodwodne uzupełniały dwa poczwórne miotacze rakietowych bomb głębinowych kalibru 375 mm Bofors umieszczone na pokładzie nadbudówki za wieżą nr 2 (B). Mogły wystrzeliwać bomby kilku typów o masie od 230 do 250 kg, różniące się zasięgiem (najmniejszy 300 m, największy 3600 m). Po bokach miotaczy były też na burtach zamontowane dwie zrzutnie klasycznych bomb głębinowych. Okręt ponadto mógł mieć zamontowane na pokładzie rufowym tory minowe o długości 70 m z pojedynczą zrzutnią (normalnie zdemontowane).
Okręt wyposażony był w holenderskie radary dozoru przestrzeni powietrznej i dozoru nawodnego LW 03 i DA 02, wymienione w 1972 roku na nowsze LW 08 i SGR 114, a nadto radary SGR 103 i SGR 105. Do kierowania ogniem artylerii służyły cztery radary artyleryjskie serii M 45 firmy Signaal.  Okręt miał też sonar kadłubowy do wykrywania okrętów podwodnych ELAC 1BV formy Krupp-Atlas.

### Napęd
Napęd okrętu stanowił jeden zespół turbin parowych firmy WAHODAG z dwustopniową przekładnią redukcyjną, pracujący na środkowy wał, oraz dwa 16-cylindrowe silniki wysokoprężne dwóch różnych modeli: Mercedes-Benz MB 839b oraz Maybach MD 871, napędzające zewnętrzne wały. Turbina miała moc 8000 KM (inne dane 8400 KM), a silniki po 2000 KM. W 1981 roku zunifikowano silniki na Mercedes-Benz. Łączna moc siłowni wynosiła 14 560 KM (przy przeciążeniu 16 000 KM). Trzy czteropłatowe śruby miały średnicę 2,80 m (zewnętrzne śruby były nastawne, odnośnie do środkowej są w tym zakresie różnice w źródłach). Parę dla turbiny dostarczały dwa wysokociśnieniowe wodnorurkowe kotły parowe WAHODAG (ciśnienie 45 at, temperatura 450-455 °C, wydajność 16-17 t/h). Prędkość maksymalna wynosiła 22 węzły, marszowa na dwóch wałach 17 lub 18 w, a ekonomiczna, na jednym wale, 14 w. Zbiorniki mieściły 600 m³ paliwa, w tym 230 ts oleju opałowego do kotłów i 410 ts oleju napędowego. Zasięg wynosił 1700 mil morskich przy prędkości 25 w i 3800 Mm przy 12 w.

## Służba
Okręt podlegał szkole morskiej w Mürwik. Odbywał w toku służby długie rejsy szkoleniowe, w tym dookoła świata.
Wycofany został ze służby 28 czerwca 1990 roku, po czym w październiku 1993 roku sprzedany na złom.